# Serra del Suro Robat
La Serra del Suro Robat és una muntanya de 393 metres que es troba al municipi de Quart, a la comarca catalana del Gironès.